# نقشه ایران و توران در دوره قاجاریه
نقشهٔ ایران و توران در دورهٔ قاجاریه، نقشهٔ ایران و تورانِ آدولف اشتیلر ۱۸۹۱ یا نقشهٔ ایران، افغانستان، بلوچستان، ترکستانِ آدولف اشتیلر ۱۸۹۱، نقشه‌ای است که به وسیلهٔ نقشه‌نگار آلمانی، آدولف اشتیلر ترسیم شد.
این نقشه ۵۶ سال پس از درگذشت آدولف اشتیلر و توسط مؤسسه جغرافیایی یاستوس پرتس گوتا منتشر شد.